# Lista de praças de Lisboa
As praças de Lisboa perfazem um total de 113.
| Arruamento                                     | Freguesia(s)                                     | Homenageia                                                           |
| ---------------------------------------------- | ------------------------------------------------ | -------------------------------------------------------------------- |
| Praça Afonso de Albuquerque                    | Belém                                            | Afonso de Albuquerque                                                |
| Praça Afonso do Paço                           | Campo de Ourique                                 | Manuel Afonso do Paço                                                |
| Praça Afrânio Peixoto                          | Areeiro                                          | Afrânio Peixoto                                                      |
| Praça Aires de Ornelas                         | Penha de França                                  | Aires de Ornelas                                                     |
| Praça Álvaro Ponce Dentinho                    | Olivais                                          | Álvaro Ponce Dentinho                                                |
| Praça Andrade Caminha                          | Alvalade                                         | Pedro de Andrade Caminha                                             |
| Praça Aniceto do Rosário                       | Penha de França                                  | Aniceto do Rosário                                                   |
| Praça António Baião                            | Benfica                                          | António Baião                                                        |
| Praça António Sardinha                         | Penha de França                                  | António Sardinha                                                     |
| Praça Artur Portela                            | Benfica                                          | Artur Portela                                                        |
| Praça Baden Powell                             | Olivais                                          | Robert Baden-Powell                                                  |
| Praça Bernardino Machado                       | Lumiar                                           | Bernardino Machado                                                   |
| Praça Bernardo Santareno                       | Areeiro                                          | Bernardo Santareno                                                   |
| Praça Carlos Fabião                            | Avenidas Novas                                   | Carlos Fabião                                                        |
| Praça Carlos Ramos                             | Olivais                                          | Carlos Ramos                                                         |
| Praça Cidade de Díli                           | Olivais                                          | Díli                                                                 |
| Praça Cidade de Salazar                        | Olivais                                          | Vila Salazar (Angola)                                                |
| Praça Cidade de São Salvador                   | Olivais                                          | São Salvador do Congo (Angola)                                       |
| Praça Cidade do Luso                           | Olivais                                          | Luso (Angola)                                                        |
| Praça Cosme Damião                             | Carnide São Domingos de Benfica                  | Cosme Damião                                                         |
| Praça Cottinelli Telmo                         | Olivais                                          | Cottinelli Telmo                                                     |
| Praça D. Pedro IV (Rossio)                     | Santa Maria Maior                                | D. Pedro IV de Portugal (I do Brasil)                                |
| Praça da Alegria                               | Santo António                                    | possivelmente Nossa Senhora da Alegria                               |
| Praça da Armada                                | Estrela                                          | Marinha Portuguesa                                                   |
| Praça da Constituição de 1976                  | Estrela                                          | Constituição portuguesa de 1976                                      |
| Praça da Estrela                               | Estrela                                          | Nossa Senhora da Estrela                                             |
| Praça da Figueira                              | Santa Maria Maior                                |                                                                      |
| Praça da Ilha do Faial                         | Arroios                                          | Ilha do Faial                                                        |
| Praça da Ribeira (ou Ribeira Nova)             | Misericórdia                                     |                                                                      |
| Praça da Viscondessa dos Olivais               | Olivais                                          | Maria Rosa da Veiga Araújo, Viscondessa dos Olivais                  |
| Praça das Águas Livres                         | Campo de Ourique                                 | Aqueduto das Águas Livres                                            |
| Praça das Amoreiras                            | Santo António                                    |                                                                      |
| Praça das Casas Novas                          | Olivais                                          | Bairro da Encarnação                                                 |
| Praça das Flores                               | Misericórdia                                     |                                                                      |
| Praça das Indústrias                           | Alcântara                                        |                                                                      |
| Praça das Novas Nações                         | Arroios                                          | Angola, Cabo Verde, Guiné-Bissau, Moçambique e São Tomé e Príncipe   |
| Praça David Leandro da Silva                   | Marvila                                          | David Leandro da Silva                                               |
| Praça de Alvalade                              | Alvalade                                         |                                                                      |
| Praça de Bilene                                | Olivais                                          | Bilene                                                               |
| Praça de Chinde                                | Olivais                                          | Chinde                                                               |
| Praça de Damão                                 | Belém                                            | Damão                                                                |
| Praça de Diu                                   | Belém                                            | Diu                                                                  |
| Praça de Dom Luís I                            | Misericórdia                                     | D. Luís I                                                            |
| Praça de Espanha                               | Campolide São Domingos de Benfica Avenidas Novas | Espanha                                                              |
| Praça de Goa                                   | Belém                                            | Goa                                                                  |
| Praça de Itália                                | Belém                                            | Itália                                                               |
| Praça de Londres                               | Areeiro                                          | Londres                                                              |
| Praça de Luís de Camões                        | Misericórdia Santa Maria Maior                   | Luís de Camões                                                       |
| Praça de Malaca                                | Belém                                            | Malaca                                                               |
| Praça de São Francisco Xavier                  | Belém                                            | São Francisco Xavier                                                 |
| Praça de São Paulo                             | Misericórdia                                     | São Paulo                                                            |
| Praça do Aeroporto                             | Olivais Alvalade                                 | Aeroporto Humberto Delgado                                           |
| Praça do Caramão                               | Ajuda                                            |                                                                      |
| Praça do Chile                                 | Arroios                                          | Chile                                                                |
| Praça do Comércio (Terreiro do Paço)           | Santa Maria Maior                                | Comércio lisboeta (Paço da Ribeira)                                  |
| Praça do Duque da Terceira                     | Misericórdia                                     | António José de Sousa Manuel de Meneses                              |
| Praça do Duque de Saldanha                     | Avenidas Novas Arroios                           | João Carlos de Saldanha Oliveira e Daun                              |
| Praça do Império                               | Belém                                            | Império Português                                                    |
| Praça do Marquês de Pombal                     | Santo António                                    | Sebastião José de Carvalho e Melo                                    |
| Praça do Município                             | Santa Maria Maior                                | Município de Lisboa                                                  |
| Praça do Norte                                 | Olivais                                          |                                                                      |
| Praça do Oriente                               | Parque das Nações                                | Extremo Oriente                                                      |
| Praça do Príncipe Real                         | Misericórdia Santo António                       | D. Pedro V (enquanto D. Pedro, Príncipe Real de Portugal e Algarves) |
| Praça do Tejo                                  | Parque das Nações                                | Rio Tejo                                                             |
| Praça do Venturoso                             | Parque das Nações                                | D. Manuel I                                                          |
| Praça Dom António Ribeiro                      | Santa Clara                                      | António Ribeiro                                                      |
| Praça Dom João da Câmara                       | Santa Maria Maior                                | João Gonçalves Zarco da Câmara                                       |
| Praça Dom Manuel I                             | Belém                                            | D. Manuel I                                                          |
| Praça dos Congressos                           | Alcântara                                        | Centro de Congressos de Lisboa                                       |
| Praça dos Restauradores                        | Santa Maria Maior Santo António                  | Restauradores da Independência de 1640                               |
| Praça Dr. Alfredo da Cunha                     | Belém                                            | Alfredo da Cunha                                                     |
| Praça Dr. Ernesto Roma                         | Penha de França                                  | Ernesto Roma                                                         |
| Praça Dr. Fernando Amado                       | Marvila                                          | Fernando Amado                                                       |
| Praça Dr. Nuno Pinheiro Torres                 | Benfica                                          | Nuno Pinheiro Torres                                                 |
| Praça Dr. Teixeira de Aragão                   | Benfica                                          | Augusto Carlos Teixeira de Aragão                                    |
| Praça Eduardo Mondlane                         | Marvila                                          | Eduardo Mondlane                                                     |
| Praça Europa                                   | Misericórdia                                     | União Europeia                                                       |
| Praça Faria da Costa                           | Olivais                                          | João Faria da Costa                                                  |
| Praça Francisco de Morais                      | Alvalade                                         | Francisco de Moraes Cabral                                           |
| Praça Francisco Sá Carneiro (Praça do Areeiro) | Areeiro                                          | Francisco Sá Carneiro                                                |
| Praça Gago Coutinho ao Parque das Nações       | Parque das Nações                                | Carlos Viegas Gago Coutinho                                          |
| Praça General Domingos de Oliveira             | Alcântara Estrela                                | Domingos Oliveira                                                    |
| Praça General Vicente de Freitas               | São Domingos de Benfica                          | José Vicente de Freitas                                              |
| Praça Ginásio Clube Português                  | Campo de Ourique Santo António                   | Ginásio Clube Português                                              |
| Praça Gonçalo Trancoso                         | Alvalade                                         | Gonçalo Trancoso                                                     |
| Praça João de Azevedo Coutinho                 | Penha de França                                  | João de Azevedo Coutinho                                             |
| Praça João do Rio                              | Areeiro                                          | João do Rio                                                          |
| Praça José Fontana                             | Arroios                                          | José Fontana                                                         |
| Praça José Queirós                             | Parque das Nações Olivais                        | José Queirós                                                         |
| Praça Laranjo Coelho                           | Benfica                                          | Possidónio Mateus Laranjo Coelho                                     |
| Praça Manuel Cerveira Pereira                  | Beato                                            | Manuel Cerveira Pereira                                              |
| Praça Mar da Palha                             | Parque das Nações                                | Mar da Palha                                                         |
| Praça Marechal Humberto Delgado                | São Domingos de Benfica Campolide Avenidas Novas | Humberto Delgado                                                     |
| Praça Martim Moniz                             | Santa Maria Maior                                | Martim Moniz                                                         |
| Praça Mota Veiga                               | Olivais                                          | Mota Veiga (possivelmente morador ou proprietário no local)          |
| Praça Nuno Gonçalves                           | Avenidas Novas                                   | Nuno Gonçalves                                                       |
| Praça Nuno Rodrigues dos Santos                | São Domingos de Benfica                          | Nuno Rodrigues dos Santos                                            |
| Praça Olegário Mariano                         | Arroios                                          | Olegário Mariano                                                     |
| Praça Paiva Couceiro                           | Penha de França                                  | Henrique Mitchell de Paiva Couceiro                                  |
| Praça Pasteur                                  | Areeiro                                          | Louis Pasteur                                                        |
| Praça Príncipe Perfeito                        | Parque das Nações                                | D. João II                                                           |
| Praça Prof. Rodrigues Lapa                     | Lumiar                                           | Manuel Rodrigues Lapa                                                |
| Praça Professor Santos Andrea                  | Benfica                                          | Eduardo Ismael dos Santos de Andrea                                  |
| Praça Rainha Dona Filipa                       | Lumiar                                           | D. Filipa de Lencastre, Rainha de Portugal                           |
| Praça Rainha Santa                             | Lumiar                                           | Isabel de Aragão, Rainha de Portugal                                 |
| Praça Raúl Lino                                | Marvila                                          | Raul Lino da Silva                                                   |
| Praça Rocha Martins                            | Carnide                                          | Francisco José da Rocha Martins                                      |
| Praça São Francisco de Assis                   | Carnide                                          | Francisco de Assis                                                   |
| Praça São João Bosco                           | Estrela Campo de Ourique                         | Dom Bosco                                                            |
| Praça Silvestre Pinheiro Ferreira              | São Domingos de Benfica                          | Silvestre Pinheiro Ferreira                                          |
| Praça Sócrates da Costa                        | Beato                                            | Sócrates da Costa                                                    |
| Praça Tenente Evangelista Rodrigues            | Ajuda                                            | António Evangelista Rodrigues                                        |
| Praça 25 de Abril                              | Marvila                                          | Revolução de 25 de Abril de 1974                                     |